# Université de Jerash
L'Université de Jerash (Arabe: جامعة جرش) est une université fondée en 1992 à Jerash, en Jordanie.
L'université est composée de 9 collèges.

## Bibliothèque
La bibliothèque de l'université est composée de 5 salles, regroupant un total de 108 000 ouvrages.